# Eremobates guenini
Eremobates guenini är en spindeldjursart som först beskrevs av Roewer 1934.  Eremobates guenini ingår i släktet Eremobates och familjen Eremobatidae. Inga underarter finns listade i Catalogue of Life.